# Novovasîlivske, Huleaipole
Novovasîlivske (în ucraineană Нововасилівське) este un sat în comuna Novomîkolaiivka din raionul Huleaipole, regiunea Zaporijjea, Ucraina.

## Demografie
Componența lingvistică a localității Novovasîlivske
     Ucraineană (89,04%)
     Rusă (6,85%)
     Belarusă (1,37%)
Conform recensământului din 2001, majoritatea populației localității Novovasîlivske era vorbitoare de ucraineană (89,04%), existând în minoritate și vorbitori de rusă (6,85%) și belarusă (1,37%).